# Frederick Sound
Der Frederick Sound, auch Prince Frederick Sound genannt, ist eine Meerenge im Panhandle des US-Bundesstaats Alaska. 
Sie liegt im Alexanderarchipel und verläuft zwischen Admiralty Island und dem Festland im Norden und der Kupreanof-Insel im Süden. Der Frederick Sound beginnt im Westen an der Chatham Strait und geht im Südosten in die Dry Strait über. Die Stephens Passage mündet am nördlichsten Punkt in den Sound.
George Vancouver benannte den Sound 1794 nach Frederick Augustus, Duke of York and Albany.
Die Fähren des Alaska Marine Highways verkehren im Frederick Sound und laufen dort Petersburg an.

## Weblinks

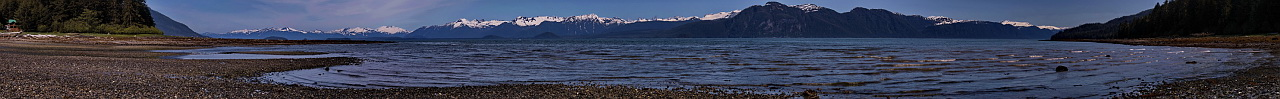
Panoramaaufnahme des Frederick Sounds